# Kesm
Kesm (perzsául قشم, nemzetközi átiratban Qeshm) Irán és egyben a Perzsa-öböl legnagyobb szigete. A nyíl alakú szigetet a Clarence-szoros választja el a szárazföldtől. A Hormozgán tartományhoz tartozó földdarab 1491 km² kiterjedésű, lakossága 113 846 fő, legnagyobb települése a sziget északkeleti csücskében található Kesm, ami egyben a főszigetből és néhány környező kisebb szigetből álló Kesm megye székhelye. Változatos és egyedülálló kulturális és természeti látványosságai miatt szerepel az UNESCO javaslati világörökségi-helyszín listáján.

## Domborzat és vízrajz

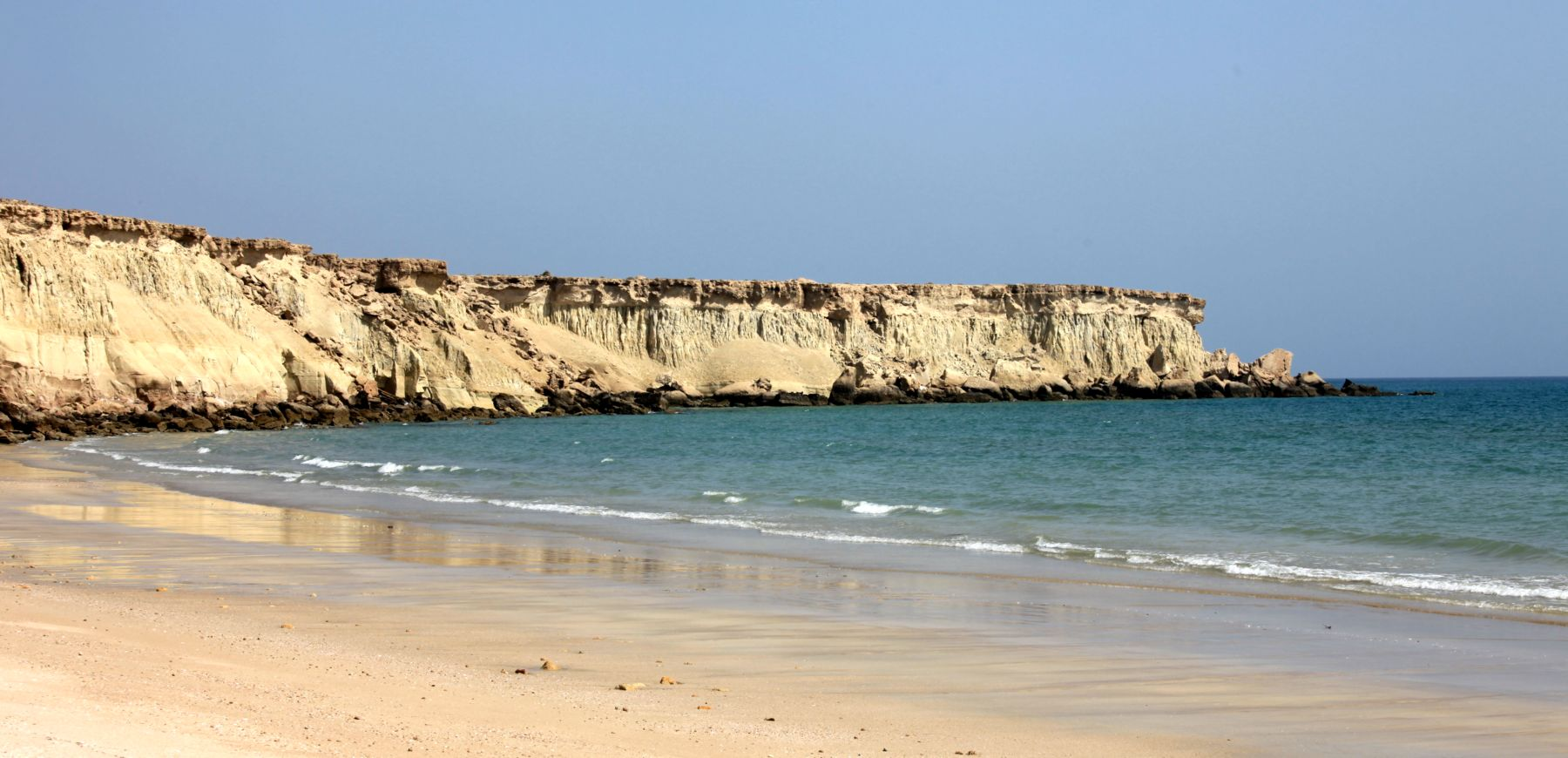
Tengerpart a szigeten

A sziget geológiailag a Zagrosz-hegység részét képezi, mindkét területen gyakori felszíni formák az antiklinálisok, széthajló redők. A Perzsa-öböltől északra húzódó Zagrosz hegyláncai az alpi hegységképződés során gyűrődtek fel a plio-pleisztocén korszakában. A sziget kőzete elsősorban lumasella-tartalmú sötét mészkőből és homokkőből épül fel. A tájképet leginkább meghatározó tényező az erózió, amelynek különleges formakincsei sziget szerte megtalálhatóak. A sziget keleti része alacsony síkság, amelyből egyedülálló, alig 100 m magas hegyek emelkednek ki. Kesm központi és nyugati területei sziklásabbak és tagoltabbak, a hegyek magassága itt meghaladja a 200 métert is. A gyér csapadékmennyiség miatt nincsenek állandó vízfolyások a szigeten, néhány kisebb sós vízű tavacskán kívül az év legnagyobbrészében csak időszakos vádik alján találhatóak kisebb állóvizek. A szigettől délre és keletre három kisebb földdarab található a Hormuzi-szorosban, a Hormuz-sziget, Larak, valamint Hengam.

## Élővilág

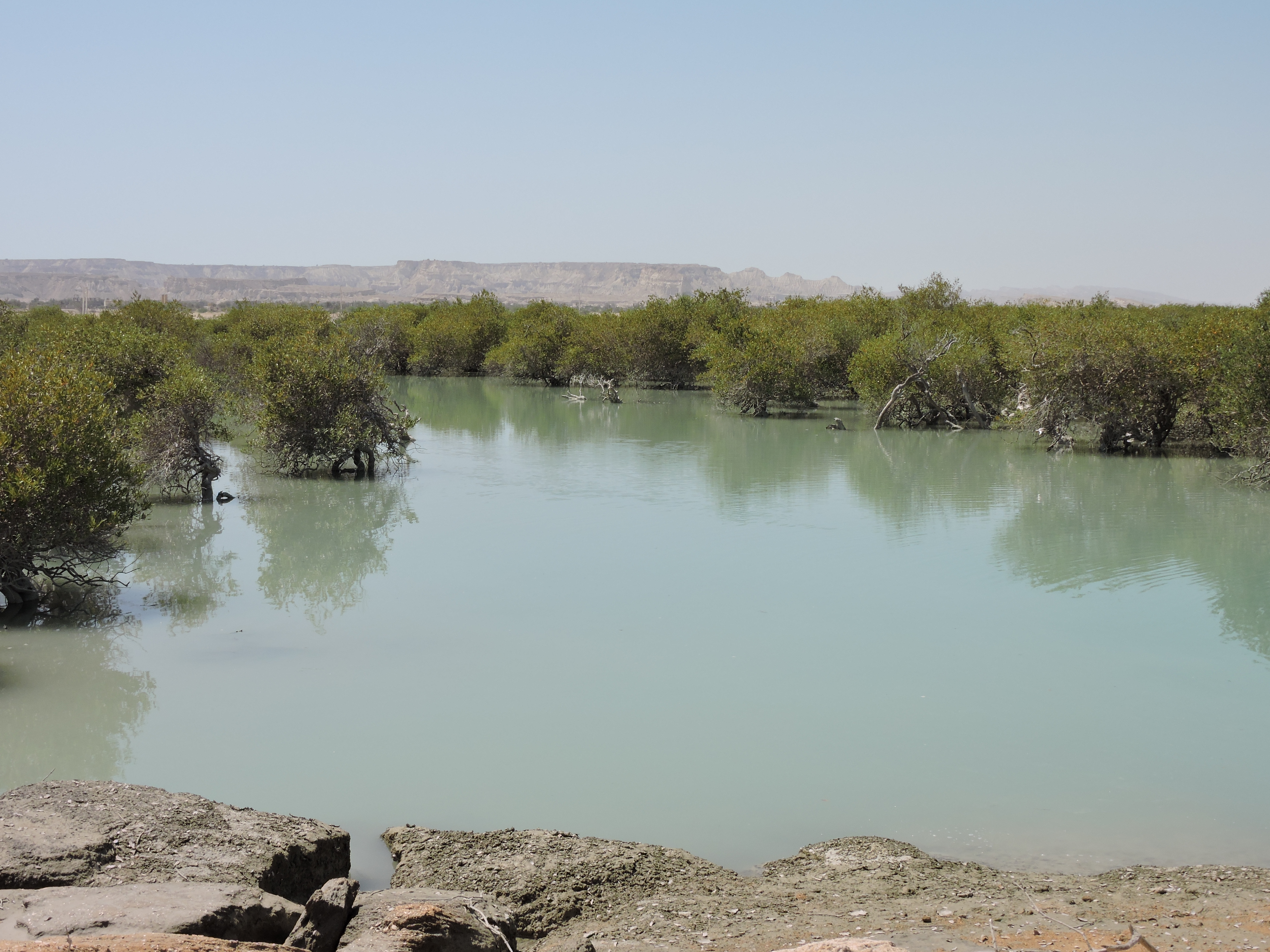
Mangrove erdő Kesm szigetén

A sziget szárazföldi részeit a magas hőmérséklet és a rendkívül alacsony csapadékmennyiség miatt csak ritkás, szárazságtűrő sivatagi növényzet található. Ennek ellenére 5 denevér és 4 rágcsálófaj mellett a golyvás gazellának is élnek itt állományai. A szigeten őshonos a világ legkisebb emlősfaja, az etruszk cickány is, amelynek súlya alig 1,3 gramm. A kopár sivatagi hegyvidékkel éles ellentétben állnak a szigettől északnyugatra, a Clarence-szorosban elterülő hatalmas sósvízi mocsarak bujazöld mangrove erdejei, melyek domináns faja az Avicennia marina, helyi nevén hara vagy harra. A faj 3-8 méter magasra nő meg és látványos léggyökérrendszerrel rendelkezik. Kesm haraerdői állami védelem alatt állnak. Itt található a Perzsa-öböl legnagyobb mangrovemocsara, amely több mint 200 madárfajnak ad otthont. A szigetet körülvevő tengerek rendkívül gazdag vízi élővilággal rendelkeznek, különösen a sekélyebb vizek korallzátonyai. Cápa-, bálna- és delfinfajok rendszeresen észlelhetők a környező vizekben.

## Természeti és kulturális örökség

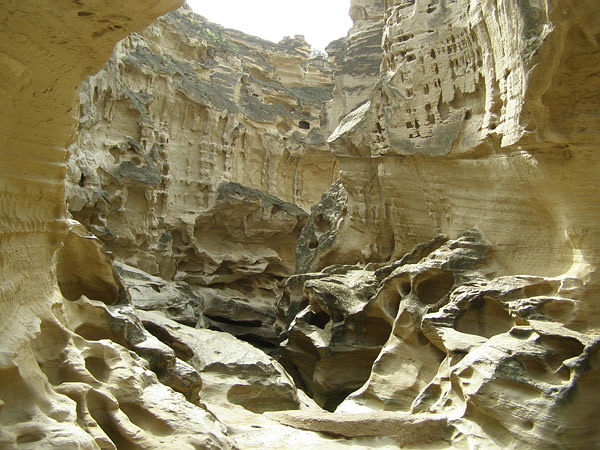
A Chahkouh-kanyon sziklái

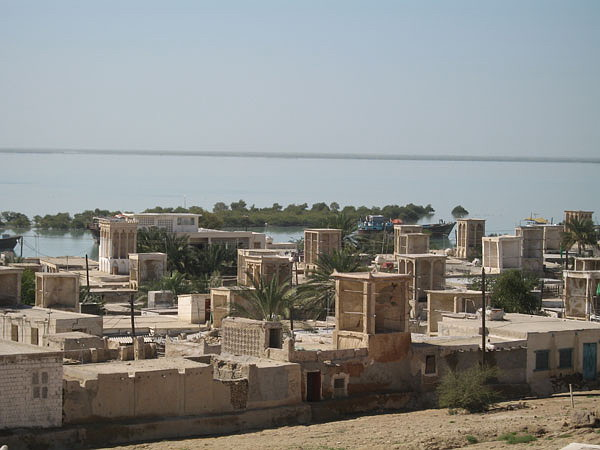
Láft kikötője, a településen mindenfelé kiemelkedő tornyok a házak és a víztárolók hűtését végző széltornyok

A sziget a haraerdőkön kívül számos természeti és kulturális szempontból fontos és értékes helyszínnel rendelkezik. 2006-ban jött létre az UNESCO védnöksége alatt a Kesm-szigeti Geopark, amely a Közel-Kelet első geoparkja lett. A védett terület 30 000 hektárra terjed ki és magába foglalja a földdarab legjellegzetesebb és leglátványosabb geológiai formációit.
Kesm délkeleti részén fekszik a Csillagok völgye, amelyet sokszor az „Iráni Grand Canyon” néven emlegetnek. A csapadék által kimosott szurdokvölgy badland jellegű vidéken kanyarog keresztül, vörös sziklái meghatározzák a tájképet. Egy helyi legenda szerint a különös felszínformákat egy csillag lezuhanása okozta. A sziget másik látványos kanyonja a Kesm délnyugati végében található Áli Mohammad-völgy.
A Harbasz-barlangok a perzsiai sziklafaragás kiemelkedő emlékei, az első katakombákat még a pártus és a szászánida korszakban faragták ki a környező homokkő sziklákból, kihasználva a már meglévő természetes barlangokat. A sziget nyugati hegyvidékén található a világ legnagyobb sóbarlangja, a Namakdan-barlang. A 6400 m hosszú járatrendszer különleges sókristályai miatt kedvelt turista célpont.
A szigeten két jelentős várrom található, a Láft faluban elhelyezkedő Náderi-erőd, valamint a Kesm belvárosában található portugál erődítmény romjai. Láft településén található Kesm még egy nevezetessége, az ún. Arany (tála) ciszternák. A korábban a sziget székhelyeként szolgáló faluban szorosan egymás mellett 366 kőből faragott kút helyezkedik el, a hagyomány szerint a helyi lakosok minden nap egy ciszternából fogyasztották el a vizet. A település egyedi széltornyairól is ismert. A kulturális örökség része még a Turiján falut körülvevő öntözött kertek, a Pir elnevezésű Mithrász templom romjai, valamint a Kesm városától 135 km-re fekvő régi brit temető.

## Történelem

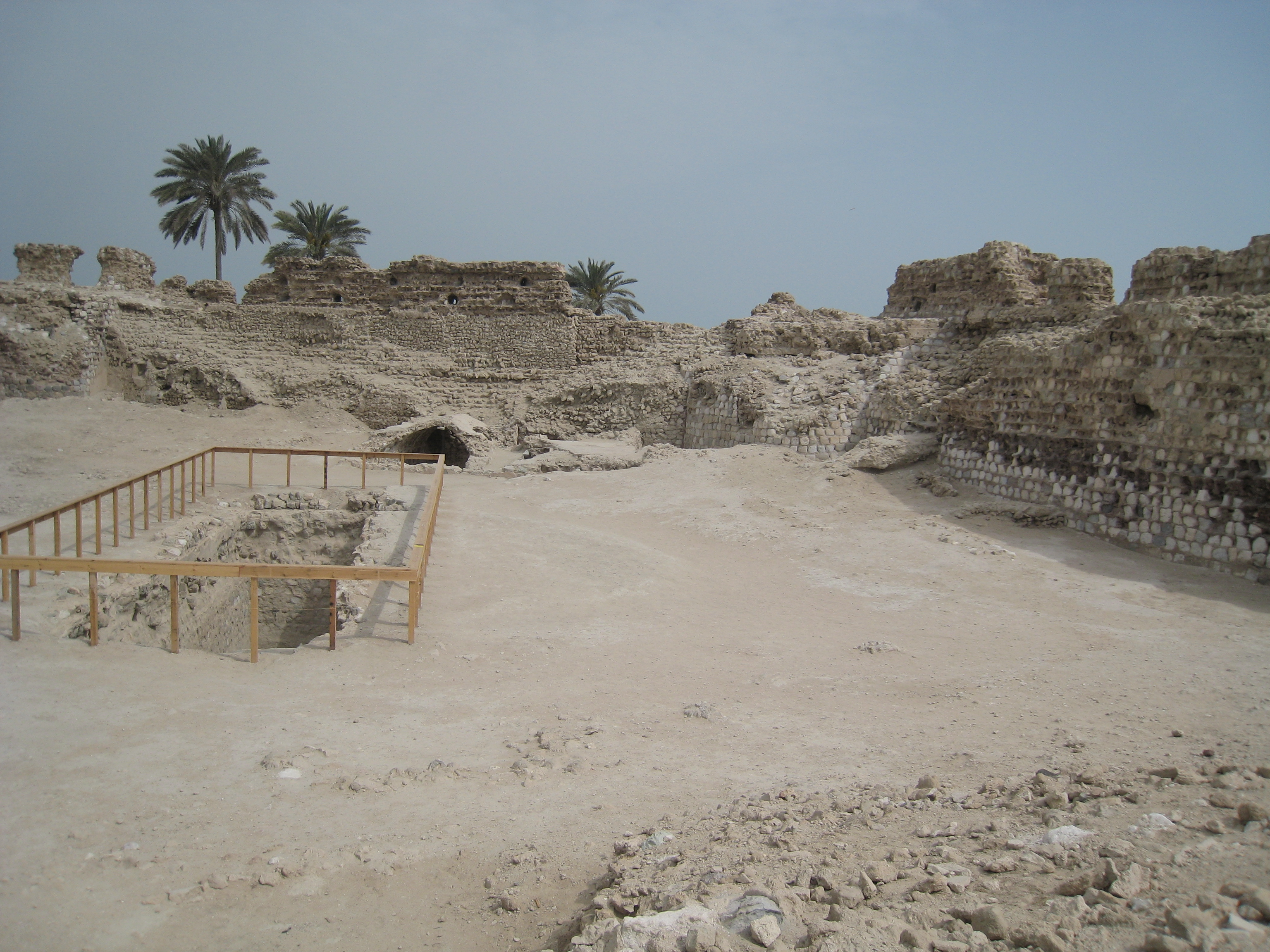
Portugál erőd romjai Kesmen

A Hormuzi-szoros közelségéből adódó stratégiai elhelyezkedése miatt a sziget már a legkorábbi történelmi időkben is fontos szerepet töltött be a Perzsa-öböl és az Indiai-óceán kereskedelmében. A régészeti leletek tanulsága szerint az i. e. 5. évezredben kezdődött el a csigaház- és kagylóékszerek exportja az iráni felföldre. Az Óperzsa Birodalom időszakában az arab, föníciai, perzsa és görög kereskedők fontos megállóhelyévé vált. A szeleukidák megerősítették a sziget erődítményeit, hogy ellenőrizni tudják az európai-indiai-közel-keleti kereskedelem, a tengeri selyemút ütőereként szolgáló Hormuzi-szorost. A nagy földrajzi felfedezések korszakában a portugálok számos erődöt építettek Kesmen és a szomszédos Hormuz-szigeten is. A 17. század elején az Iránt egyesítő síita Szafavida-dinasztia brit segítséggel kiűzte a portugálokat a szigetről. Az egyik itteni erőd ostrománál szerzett halálos sebesülést a korábban sarki expedícióival ismertté vált angol utazó, William Baffin. A perzsa-angol győzelmet követően a britek lettek az öböl térségének urai és bár a sziget stratégiai szerepe megmaradt, a kereskedelem hanyatlásnak indult.
1988. július 3-án, az irak-iráni háború utolsó hónapjában a Kesm melletti tengeren történt a háború egyik legismertebb eseménye, amikor a USS Vincennes hadihajó máig tisztázatlan okokból lelőtte az IranAir 655-ös repülőgépjáratát. A légikatasztrófában 290 civil vesztette életét. 1991-ben a szigetet szabadkereskedelmi övezetté nyilvánították, ennek köszönhetően nagyfokú autonómiát élvez. Az utóbbi évtizedekben nagy kőolajkészleteket fedeztek fel a sziget szárazföldi területei és a környező tengerek alatt egyaránt.

## Népesség

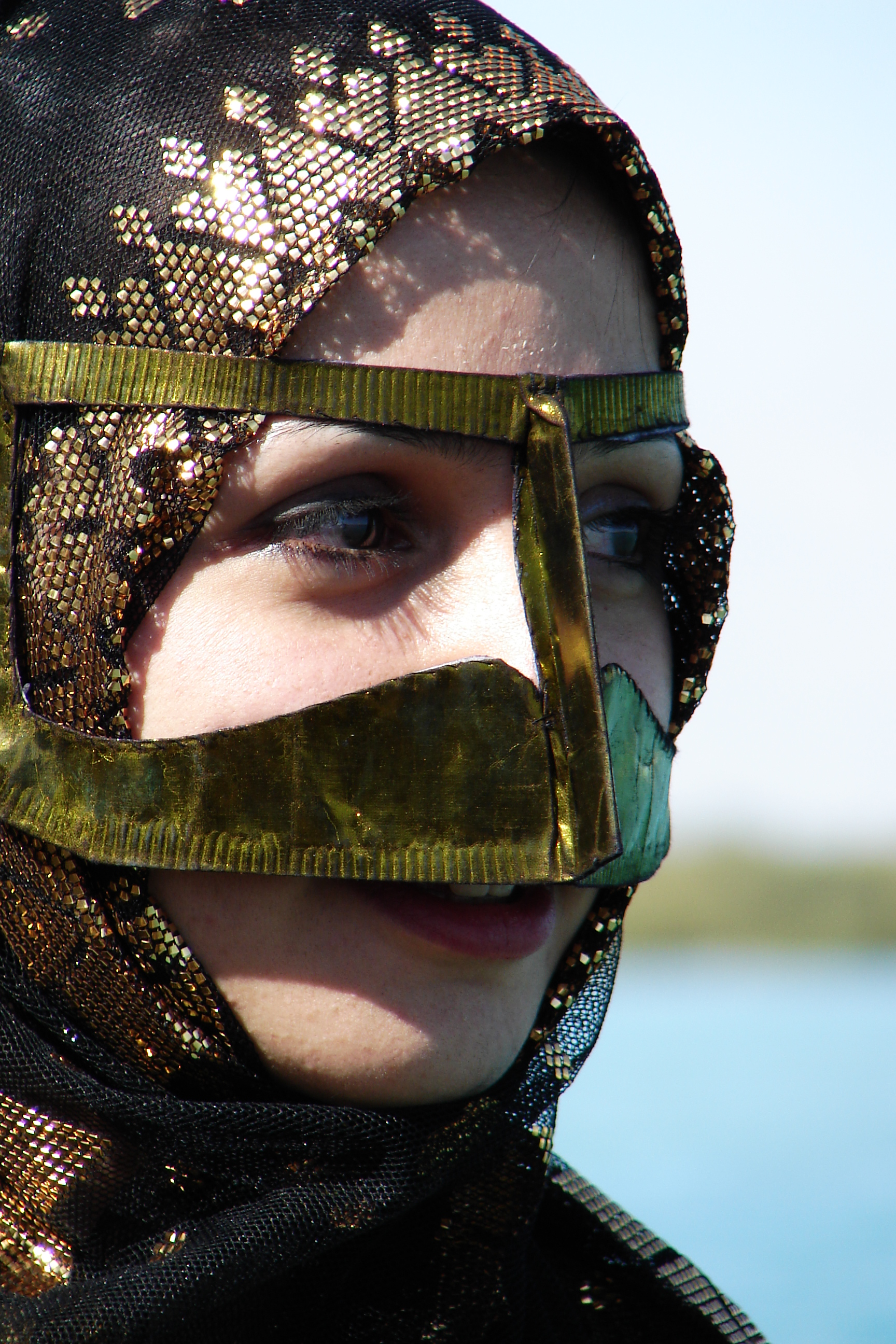
Kesmi asszony

A sziget 113 846 lakosa 65 faluban és három városban él. A legnagyobb település a sziget északnyugati csücskében fekvő kikötőváros, az azonos nevű Kesm. A lakosság hagyományosan halászattal, dinnye- és datolyatermesztéssel, tevetartással, valamint sóbányászattal foglalkozott. A sziget legnagyobb részén nagyon erős az arab kulturális hatás, a számos kesmi etnikai csoport közül az arab közösség a legnépesebb. A nők színes és erősen díszített ruhákat hordanak. A helyi gasztronómia jellegzetes étele a szurág. Fontos hagyomány a hennakészítés, amelyet a mirtuszvirágúak közé tartozó Lawsonia inermis cserjéből készítenek. A készítmény a díszítésen kívül a hagyományos gyógyászatban is fontos szerepet játszik.